# Антрија (Перуђа)
Антрија је насеље у Италији у округу Перуђа, региону Умбрија.
Према процени из 2011. у насељу је живело 37 становника. Насеље се налази на надморској висини од 367 м.